# ستيفن سميث (مهندس طيران)
ستيفن هيكتور تايلور سميث (14 فبراير 1891 - 15 فبراير 1951)، المعروف باسم ستيفن سميث، كان مهندسًا رائدًا في مجال الفضاء الجوي الهندي، طوّر تقنياتٍ لتوصيل البريد بالصواريخ.
وعلى عكس فريدريش شميدل، الذي منعته السلطات النمساوية من إجراء المزيد من التجارب على نقل البريد بواسطة الصواريخ، شجّع المسؤولون الهنود سميث على إجراء تجاربهِ. خلال فترة تجاربه التي امتدت لعشر سنوات (1934-1944)، أجرى سميث حوالي 270 عملية إطلاق للصواريخ، بما في ذلك ما لا يقل عن 80 رحلة بريد صاروخية.

## حياته واعماله

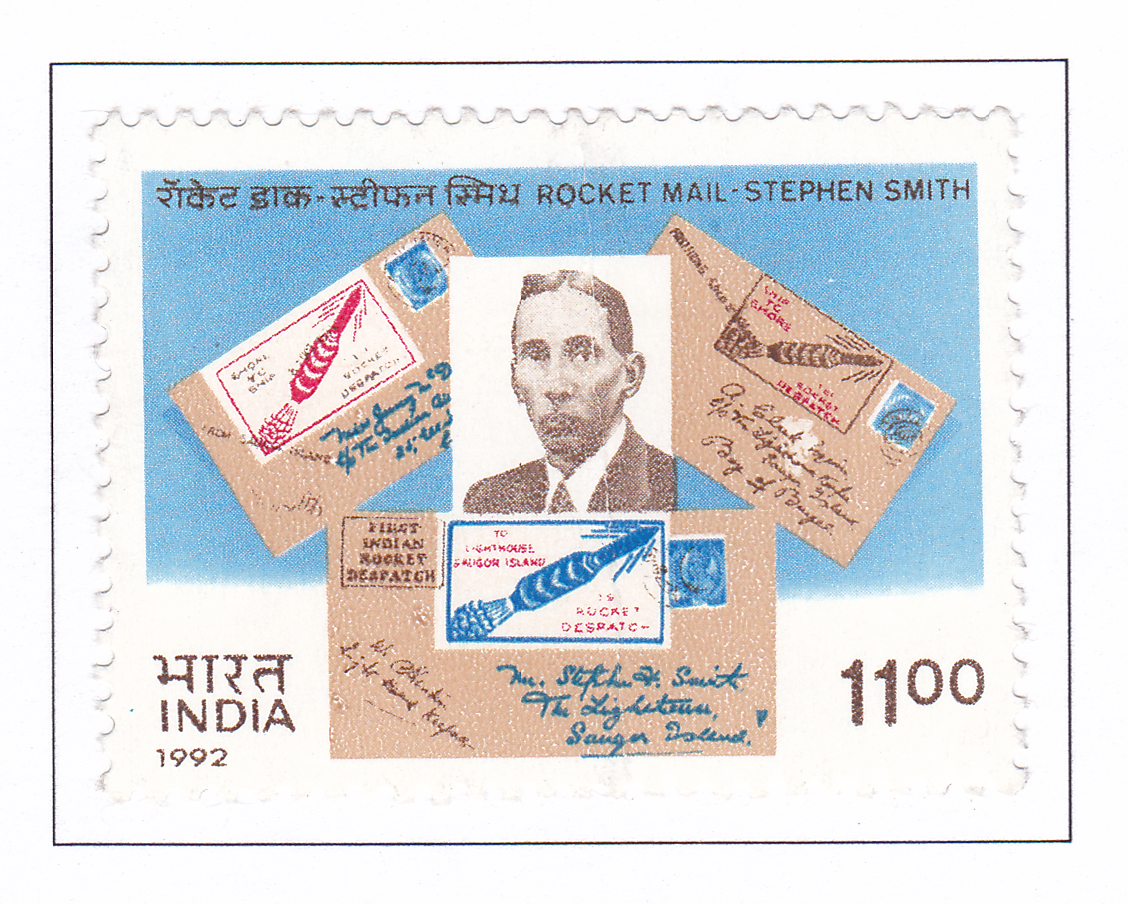
طابع بريد تذكاري يحمل صورة الرائد ستيفن سميث "منشئ البريد الصاروخي في الهند" صدر في 19 ديسمبر 1992

وُلِد ستيفن سميث في 14 فبراير في ستروبيري هيل، شيلونغ، آسام. في صغره، حاول سميث، مع زملائهِ في المدرسة، نقل سحالي الحدائق الحية باستخدام الصواريخ فوق مسبح مدرسة سانت باتريك في أسانسول. التحق بمدرسة سانت باتريك من عام 1903 إلى عام 1911. كان سميث أول من جرّب إطلاق الصواريخ ونقل المواد الغذائية والأدوية بنجاح عبر الصواريخ.
عمل سميث موظفًا جمركيًا وشرطيًا وطبيب أسنان. ثم أصبح سكرتيرًا لجمعية البريد الجوي الهندية، وجمع بين عملهِ واهتمامهِ بعلم الصواريخ. كان أول عملية إطلاق صاروخي لهُ في 30 سبتمبر 1934، حيث أجرى تجارب على 270 صاروخًا آخر بحلول 4 ديسمبر 1944. احتوى 80 منها على بريد، ومن إنجازاتهِ أول صاروخ بريدي ناجح يُرسل عبر نهر، وأول صاروخ يحمل طردًا.

## نقل البريد عبر الصواريخ
في 30 سبتمبر 1934، أطلق أول صاروخ يحمل بريد لهُ، باستعمال صاروخ محلي الصنع من إنتاج شركة أورينت للألعاب النارية في كلكتا. انطلق الصاروخ من سفينة إلى بر. انطلق الصاروخ، الذي كان يحمل 143 غلاف بريد، من سفينة دي. في. بانسي وانفجر في الهواء، مما أدى إلى تناثر أغلفة رسائل البريد فوق البحر. انتشل 140 غلافًا ونقلها إلى منارة ساجار، حيث قام الحارس بختم البريد. تبع ذلك رحلات جوية من البر إلى البر، ورحلات ليلية، ورحلات قصيرة لنقل الصحف.
لقد حظيت رحلات سميث في سيكيم، المحمية البريطانية في شرق جبال الهملايا، بموافقة رسمية من حاكم سيكيم، تاشي نامجيال. وهناك، أجرى 20 تجربة صاروخية ناجحة، وحقق نجاحاً بنقل أول طرد بريد صاروخي. وزودت شركة الألعاب النارية الشرقية سميث بستة عشر صاروخًا خلال الفترة بين 23 مارس 1935 و29 يونيو 1935. وقد حملت هذهِ الرحلات أكثر من ألف غلاف بريد، ولقد نالت اسم "اليوبيل الفضي".
حقق سميث إنجازًا تاريخيًا جديدًا عندما استخدم صواريخه لنقل طرد غذائي عبر نهر إلى منطقة كويتا التي عانت من زلزال. احتوت الحزمة على: أرز، حبوب، توابل، سجائر هندية، و150 جرامًا من الصواريخ.

## أبرز الإنجازات
قام ستيفن سميث أيضًا بأول عملية نقل للماشية عبر الصواريخ في العالم، عندما حمل صاروخ في 29 يونيو 1935 ديكًا ودجاجة مع 189 جرامًا صاروخيًا عبر نهر دامودار. نجت الحيوانات من مخاطر الرحلة وتبرع بها لحديقة حيوانات خاصة في كلكتا. وفي محاولة لاحقة، نجح بنقل ثعبان (ميس كريبي) وتفاحة و106 غلاف بريدي. أظهر سميث تجاربه خلال سنوات الحرب، ولم تُحمل سوى كميات قليلة من البريد على متن هذه الرحلات. كانت آخر سلسلة من الصواريخ تعمل بالغاز، وكانت آخر رحلة في 4 ديسمبر 1944.

## مؤلفاته
أدناه قائمة الكتب المنشورة باسم المؤلف:
- 1926: الخطوط الجوية الهندية - الجزء الأول.
- 1927: الخطوط الجوية الهندية - الجزء الثاني.
- 1930: الخطوط الجوية الهندية - الجزء الثالث.
- 1927: منطقة خطر المسافرين حول العالم.
- 1955: دليل بريد الصواريخ ومسح تاريخي للتجارب الأولى في صناعة الصواريخ.[5]
- 1980: من مذكرات ستيفن سميث التي جمعها ديوكي ناندان جاتيا لمؤتمر هواة جمع الطوابع في الهند.[6]

## وفاته
توفي سميث في 15 فبراير 1951. يُعرف الآن في الهند بأنهُ "أب هواية جمع الطوابع الجوية". أصدرت وزارة البريد في الهند طابعًا تذكاريًا في 19 ديسمبر 1992 تكريمًا لهذا الرائد الأنجلو-هندي في مجال البريد الجوي.

## روابط خارجية
- "Stephen Smith" at King George V Silver Jubilee. Accessed 5 September 2005.
- "Indian Rocket Mail Detail" at King George V Silver Jubilee. Accessed 5 September 2005.
- "India's Forgotten Rocketeer" www.astrotalkuk.org Includes video interview with Melvyn Brown who met Smith's son, Hector.